# Целюр
Целюр (лат. Coelurus — «полый хвост») — род динозавров из средне-позднего киммериджского яруса юрского периода. Хотя это название связано с группой пресмыкающихся подотряда звероногих динозавров, оно часто смешивалось с более известным орнитолестом (Ornitholestes). Подобно многим таксонам, описанным на раннем этапе развития палеонтологии, оно отличается сложной и запутанной таксономической историей.
Только один вид в настоящее время считается принадлежащим этому роду, а именно типовой вид C. fragilis, описанный Отниелом Чарлзом Маршем в 1879 году по единственному неполному скелету из формации Моррисон в Вайоминге, США. Небольшой двуногий хищник с длинными ногами. Жил 153—150 млн лет назад.

## Описание
Целюр описан по единственному скелету, включающему многочисленные позвонки, частично сохранившиеся плечевой пояс и таз и большую часть конечностей. Скелет хранится в Музее естественной истории Пибоди. Кости были найдены в 13 карьере Рида, в Como Bluff в штате Вайоминг. Две передние конечности, предположительно от представителя этого вида, были добыты в Динозавровой шахте Кливленда Ллойда в Юте. Целюр был небольшим. Предположительно, он весил от 13 до 20 килограммов и достигал в длину 2,4 метра, при высоте бедра в 70 см. Реконструкция, сделанная на основании скелета, позволяет говорить о том, что целюр имел длинную шею и тело (торс), длинные и тонкие задние конечности (из-за длинной плюсны) и предположительно маленький и узкий череп.

Соотношение размеров целюра и взрослого человека

Единственной найденной частью черепа является осколок нижней челюсти, найденный там же, где и остальные кости. Хотя по степени сохранности и окраске этот осколок соответствует остальным костям, он отличается малой толщиной (длина составляет 7,9 сантиметров, при толщине в 1,1 сантиметра), что может свидетельствовать о принадлежности другому виду. В целом, позвонки продолговатые (и приплющенные?) с короткими остистыми отростками и тонкими стенками. Позвонки шейного отдела в значительной степени пневматизированы, с многочисленными выемками на поверхности. Выемки распределены неравномерно и неодинаковы по размеру. Длина позвонков шейного отдела в четыре раза превосходит ширину. Позвонки двояковогнутые. Позвонки спины (грудного отдела?) менее вытянутые, не имеют выемок на поверхности, имеют менее развитые вогнутые поверхности и тела в форме песочных часов. Позвонки хвостового отдела также не имеют выемок на поверхности.
Единственная найденная кость из плечевого пояса — лопатка. Плечо передней конечности имело S-образный изгиб и немного превосходило по длине предплечье (11,9 и 9,6 сантиметров соответственно). В запястье имеется полулунная кость, как у Deinonychus. Пальцы тонкие и длинные.
Из костей таза сохранилось парные сросшиеся лобковые кости с выдающимся выростом на конце. Бедренные кости имеют S-образный изгиб при взгляде спереди (в аксиальной проекции?). Кости плюсны необычно длинны и тонки, почти достигают длины бедренной кости (длина наиболее сохранившейся бедренной кости равна 21 сантиметру).

## Coelurus,OrnitholestesиTanycolagreus
Три наиболее известных небольших звероногих динозавров из формации Моррисон в США — целюр, орнитолест (Ornitholestes) и Tanycolagreus — были неспециализированными и очень сходными между собой представителями целурозавров.
В настоящее время накоплено достаточно сведений, чтобы различать их по деталям строения. Например, пропорции тела этих динозавров заметно различаются: спина и шея целюра превосходит по длине соответствующие отделы орнитолестеса. Ноги и стопы орнитолестеса короче и толще, чем у целюра. Целюр и Tanycolagreus более схожи между собой. Они различаются формой передних конечностей, предплечья и бедренных костей, расположением мест крепления скелетных мышц, длиной позвонков грудного отдела и, в особенности, длиной костей плюсны (метатарзалий).

## История

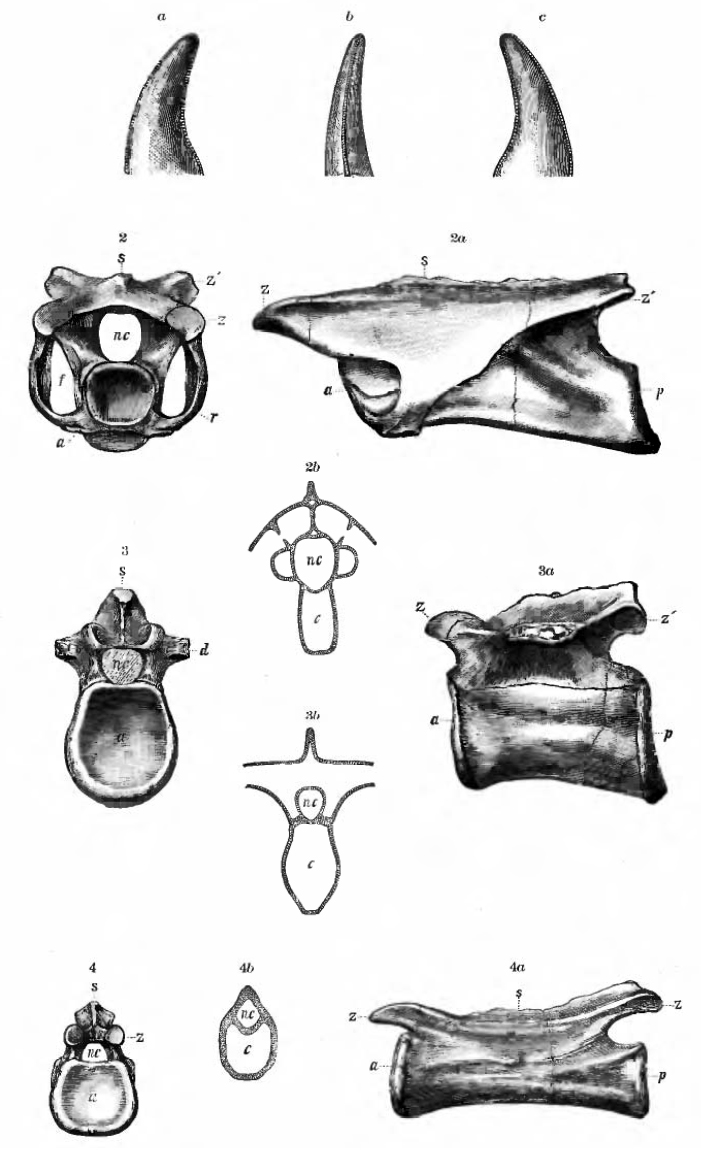
Позвонки Coelurus, реконструкция Марша, 1884 год

Целюр был описан в 1879 году Отниелом Чарлзом Маршем, американским палеонтологом и натуралистом, известным в том числе из-за «костяной войны» с Эдвардом Дринкером Копом. На тот момент были найдены только кости спины (грудного отдела) и хвоста, найденные в том же месте, что и типовой экземпляр нового рода Camptonotus — C. dispar (позже был переименован в Camptosaurus, поскольку выяснилось, что название Camptonotus занято). Эпитет fragilis (лат. «хрупкий») отражает характерную черту скелета — размер полостей в тонкостенных позвонках.
Марш счёл целюра «животным вдвое меньше волка и, предположительно, хищным». Целюр оказался первым представителем небольших звероногих динозавров из формации Моррисон, хотя на момент находки сам Марш не был уверен, является ли целюр динозавром. В 1881 году он добавил к описанию зарисовки некоторых костей и вынес род в отдельное семейство Coeluridae нового отряда (Coeluria).
Далее история усложняется. Части скелета, будучи разбросаны по территории шахты, добывались последовательно начиная с сентября 1879 по сентябрь 1880 года. Марш отнёс часть добытого материала к новому виду — C. agilis. Размер лобковой кости навёл его на мысль, что она принадлежала животному в три раза превосходящему C. fragilis по размерам. Он вернулся к изучения рода в 1888 году, добавив C. gracilis, на основе скелета, ныне представленного одной claw bone, относящейся к небольшому звероногому динозавру из формации Arundel в Мэрилэнде. Этот вид не относят официально к роду целюр, но и не вынесли в отдельный род.
Несмотря на неприязнь к Маршу Коп в 1887 году расширил род целюр. Он описал остатки из позднетриасовых отложений из Нью-Мексико под названиями C. bauri and C. longicollis. позднее он их выделил в род Coelophysis.
В 1903 году Генри Файрфилд Осборн описал ещё один род небольших звероногих ящеров из формации Моррисон — Ornitholestes. Описание основывалось на неполном скелете из Bone Cabin Quarry, к северу от Como Bluff. В 1920 году Чарлз Гилмор в авторитетной монографии о звероногих динозаврах высказал предположение об синонимичности орнитолеста и целюра. Это мнение закрепилось в науке на десятилетия. Эти два рода не подвергались формальному сравнительному анализу, и не было полной ясности относительно того, какие кости принадлежали целюру вплоть до работы Джона Острома 1980 года.
Гилмор заподозрил, что C. fragilis и C. agilis были одним видом, а Остром смог доказать их идентичность. Это означало расширение известного материала, принадлежащего C. fragilis. Остром показал, что орнитолест и целюр значительно различаются между собой.
Тогда Дэйл Рассел на основании отрывочных данных предположил, что C. agilis принадлежал к Elaphrosaurus. Остром доказал обратное. Кроме того, он установил, что один из трёх позвонков на иллюстрации Марша, на самом деле был
составлен их двух позвонков, один из которых, как позднее было установлено, был добыт в другой шахте и принадлежал
безымянному виду теропод. Этот второй вид был не последним динозавром, ошибочно отнесённым к целюру. В 1995 году новый неполный скелет в Вайоминге поначалу приняли за остатки крупного целюра, но дальнейшее изучение показало, что скелет принадлежит родственному Tanycolagreus.

### Виды
В настоящее время признаётся только один вид в составе рода — типовой вид C. fragilis. За историю изучения были предложены ещё шесть видов.
- C. agilis — описан в 1884 году Маршем на основании остатков, оказавшимися фрагментами скелета C. fragilis.
- C. bauri и C. longicollis — описаны Копом в 1887 году по остаткам из Нью-Мексико[источник не указан 5176 дней].
- C. daviesi — новое название для Thecospondylus daviesi (дано Ричардом Лидеккером в 1888 году)[источник не указан 5176 дней].
- C. gracilis — описан Маршем в 1888 году по остаткам конечностей. В 1920 году Гилмор перенёс его в Chirostenotes[источник не указан 5176 дней].
- C. hermanni — название типового вида орнитолеста в то время, когда орнитолест и целюр считались синонимами[источник не указан 5176 дней].

## Экология
Формация Моррисон предположительно представляла собой полузасушливый ландшафт с чётко выраженными сухим и влажным сезонами и плоскими поймами. Растительность варьировала от прибрежных смешанных лесов из хвойных деревьев, древовидных папоротников и папоротникообразных до папоротниковых саванн с редкими деревьями. Формация богата ископаемыми организмами. Она содержит окаменелости зелёных водорослей, грибов, мхов, хвощей, саговников, гингко и несколько семейств хвойных. Из животных в формации были обнаружены двустворчатые моллюски, улитки, лучеперые рыбы, лягушки, саламандры, черепахи, клювоголовые, ящерицы, наземные и водные крокодиломорфы, несколько видов птерозавров, разнообразные динозавры и примитивные млекопитающие, такие как Docodonta, многобугорчатые, Symmetrodonta и триконодонты.
В формации встречаются остатки таких динозавров, как цератозавр, аллозавры, орнитолест, торвозавр, завроподы апатозавр, брахиозавр, камаразавр, диплодоки и птицетазовые камптозавр, дриозавр и стегозавр. Считается, что целюр был небольшим сухопутным хищником, охотящимся на мелких млекопитающих, ящериц и насекомых. Целюр был быстрым, быстрее чем более коротконогий орнитолест. Остатки целюра встречаются со второй по пятую стратиграфические зоны формации Моррисон.